# 2. Sinfonie (Nielsen)

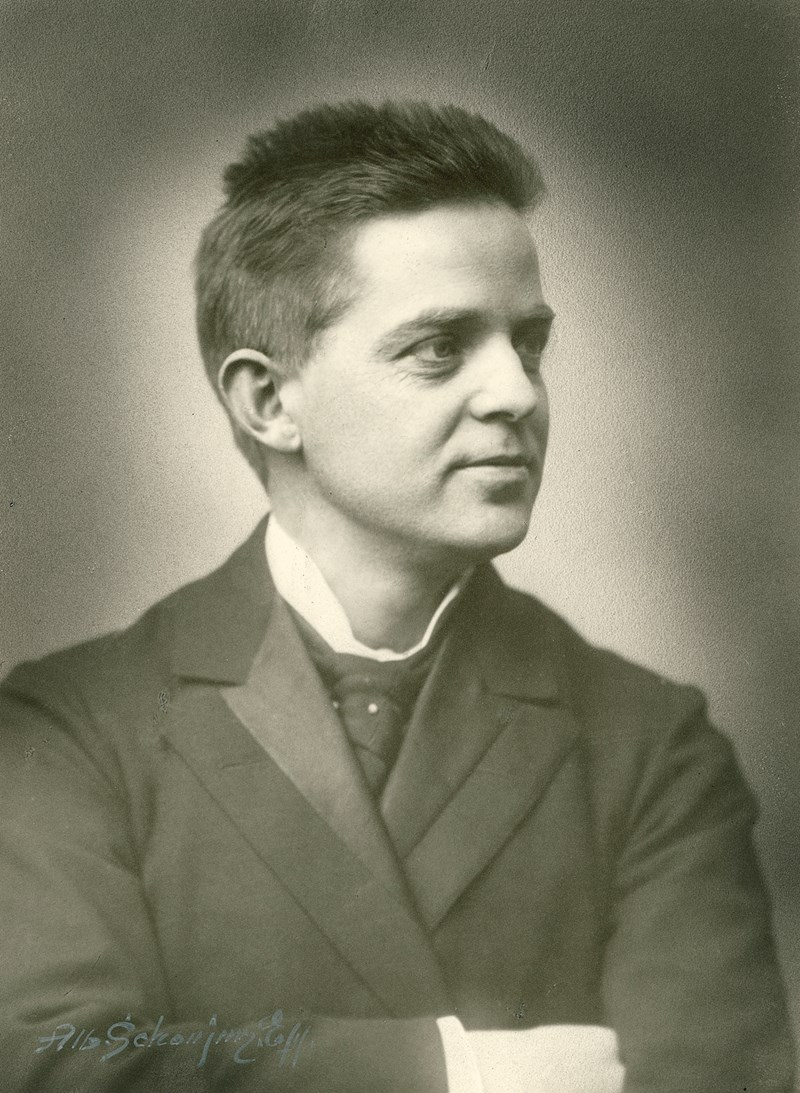
Carl Nielsen, 1901

Die 2. Sinfonie op. 16 des dänischen Komponisten Carl Nielsen (1865–1931) trägt den Titel „Die vier Temperamente“ (im Original „De fire Temperamenter“). Das Ferruccio Busoni gewidmete Werk wurde 1902 in Kopenhagen uraufgeführt.

## Entstehung
Carl Nielsen ließ sich nach seiner 1891/92 entstandenen 1. Sinfonie 10 Jahre Zeit, bevor er 1901 – noch während der Arbeit an der Oper „Saul und David“ – an die Komposition einer weiteren Sinfonie ging. Nielsen war zwar noch als Geiger im Königlichen Orchester tätig, aber als Komponist bereits soweit anerkannt, dass ihm ab 1901 eine staatliche Jahreszahlung von 800 Kronen gewährt wurde. Als Inspiration für die 2. Sinfonie diente ihm eine originelle vierteilige Bilddarstellung der vier Temperamente, die er in einer dänischen Dorfschenke gesehen hatte: So saß dort der Choleriker mit gesträubtem Haar auf einem Pferd, fuchtelte wild mit einem Schwert und die Augen quollen aus dem Kopf. Der 1. Satz war Ende 1901 abgeschlossen, die weitere Arbeit ging langsamer voran. Der 4. Satz trägt das Schlussdatum 22. November 1902, wenige Tage vor dem Uraufführungstermin.

## Uraufführung und Rezeption
Die Uraufführung von Carl Nielsens 2. Sinfonie fand am 1. Dezember 1902 in Kopenhagen mit der Dänischen Konzertvereinigung und dem Komponisten selbst am Dirigentenpult statt. Die Aufführung verlief erfolgreich und auch die Pressekritiken waren weitgehend positiv. Henrik Knudsen, ein Freund Nielsens, fertigte eine Transkription für Klavier vierhändig an, die auf einer anschließenden Deutschlandreise Ferruccio Busoni vorgelegt wurde, der eine Aufführung in Berlin ermöglichte. Zum Dank widmete Nielsen die Sinfonie Busoni. Zur Berliner Erstaufführung dirigierte Nielsen am 5. November 1903 selbst die Berliner Philharmoniker. Die Berliner Presse reagierte jedoch sehr kühl. In den folgenden Jahren wurden die „Vier Temperamente“ dennoch zu einem der beliebtesten Werke des Komponisten, und zwischen 1905 und 1928 leitete Nielsen selbst mindestens 13 Aufführungen in Norwegen, Schweden und Deutschland. 1921 erklang seine 2. Sinfonie 1921 erstmals in London unter Henry Wood.
1903 erschien das Werk gedruckt beim Musikverlag Wilhelm Hansen.

## Besetzung und Spieldauer
Die Partitur sieht folgende Besetzung vor: 3 Flöten (3. auch Piccoloflöte), 2 Oboen (2. auch Englischhorn), 2 Klarinetten, 2 Fagotte, 4 Hörner, 3 Trompeten, 3 Posaunen, Tuba, Pauken und Streicher.
Die Aufführungsdauer beträgt etwa 30 Minuten.

## Aufbau und Charakterisierung
Die Bezeichnungen der vier Temperamente – Choleriker, Phlegmatiker, Melancholiker und Sanguiniker – spiegeln sich in den Satzvorschriften wider:
1. Allegro collerico
2. Allegro comodo e flemmatico
3. Andante malincolico
4. Allegro sanguineo

Nielsen wollte seine Sinfonie jedoch nicht als reine Programmmusik verstanden wissen, vielmehr drücken die Satztitel zwar grundlegende Gemütszustände aus, die aber durchaus auch andere Stimmungen zulassen. So klingen im 1. Satz leisere Zwischentöne an, im 3. Satz hellere Momente und auch im übersprudelnden 4. Satz gibt es nachdenklichere Abschnitte.
Der 1. Satz folgt der Sonatenform und führt nach einem „cholerischen“ Hauptthema zu einer deutlichen Beruhigung im Seitenthema. Beide Elemente mischen sich in der Durchführung, bevor der in h-Moll stehende Satz in der gleichen Stimmung wie am Anfang schließt.
Im kurzen 2. Satz hat Nielsen, wie er in einer Programmnotiz von 1931 sehr konkret beschreibt, einen hübschen, 17- bis 18-jährigen jungen Mann vor Augen, der zwar seine Lehrer zur Verzweiflung bringt, weil er seine Lektionen nicht lernt, aber trotzdem bei allen beliebt ist. Es zieht ihn dorthin, wo die Vögel singen, Fische lautlos durch das Wasser gleiten, die Sonne wärmt und ihm sanfter Wind durch die Locken weht. Der vorherrschende langsame Walzer-Rhythmus wird lediglich von einem kurzen Forteausbruch unterbrochen.
Der in es-Moll stehende 3. Satz erinnert in seinem düsteren Duktus zuweilen an Musik von Anton Bruckner oder Gustav Mahler, umfasst aber auch einen aufgehellteren Dur-Mittelteil.
Der 4. Satz zeichnet, wiederum nach Nielsens eigener Beschreibung, eine vorwärtsstürmende Person, im Glauben daran, dass die Welt ihr gehört und ohne eigenes Zutun gebratene Tauben ihr in den Mund fliegen. Der als Rondo angelegte Satz beginnt in D-Dur, enthält aber auch eine dunklere Moll-Episode, bevor ein strahlend-optimistischer Marsch die Sinfonie in A-Dur beschließt.
Nielsens 2. Sinfonie zeigt zugleich das wachsende Interesse des Komponisten an einer „progressiven Tonalität“: Ihre tonale Basis bilden Terzen, nicht nur in Verhältnis zwischen den ersten drei Sätzen, deren Haupttonarten eine absteigende Terzenfolge bilden (h-Moll, G-Dur, es-Moll), sondern auch im motivischen Material (aufsteigende Terzen am Beginn des 2. und 3. Satzes). Im 4. Satz weicht Nielsen jedoch davon ab und beginnt in D-Dur, um schließlich in A-Dur zu enden. Mit dem Prinzip, eine Sinfonie in einer vom Beginn weit entlegenen Tonart zu beschließen, geht er Gustav Mahler einige Jahre voraus.